# Peking
«Пекин» (нем. Peking) — четырёхмачтовый парусный барк со стальным корпусом, один из «летучих П-лайнеров», знаменитых парусных судов германской судоходной компании «F. Laeisz».
С 2020 года пришвартован как корабль-музей в Гамбурге (Германия).

## История
В 1909 году гамбургская судоходная компания «F. Laeisz» заказала «Пекин» и его систершип «Пассат» на местной верфи Blohm & Voss. Оба парусника были спроектированы как грузовые суда для межконтинентальной торговли селитрой, расходы на строительство каждого из них составили 680 000 золотых марок. Барк был спущен на воду 25 февраля 1911 года.
Поскольку у «Пекина» не было вспомогательных двигателей, при входе и выходе из Гамбурга, а также во время штормов в Ла-Манше ему приходилось прибегать к помощи буксиров. По инициативе Роберта Хильгендорфа, капитана «Потоси», первого из серии «летучих П-лайнеров», на судне были установлены два одноцилиндровых бензиновых мотора типа «Gnom» производства Motorenfabrik Oberursel для управления грузоподъёмным оборудованием и якорными лебёдками, а также для зарядки аккумуляторных батарей радиорубки.

### В Германии
22 июня 1911 года «Пекин» отправился в свой первый рейс под командованием Хайнриха Ниссена, ранее бывшего капитаном самого большого из «летучих П-лайнеров» — пятимачтового Preußen. 14 сентября барк пришёл в Вальпараисо, а 28 января 1912 года вернулся в Гамбург. 
В последний раз перед началом Первой мировой войны «Пекин» вышел в море 6 июня 1914 года. В августе парусник прибыл в Чили и был немедленно интернирован вместе с 40 другими немецкими кораблями, включая 8 грузовых парусных судов «F. Laiesz».
После окончания войны парусник был возвращён из Антофагасты в Лондон и 10 мая 1921 года отправлен в Италию в качестве репараций. Однако барк не нашёл там применения, в частности из-за отсутствия квалифицированного экипажа. В итоге большая часть парусных судов для перевозки чилийских нитратов была выкуплена Германией обратно через Немецкое управление парусного судоходства. Таким образом, «F. Laiesz» удалось выкупить «Пекин» 11 января 1923 года за 8500 фунтов стерлингов, и 25 января корабль прибыл в Куксхафен.
В последующие годы «Пекин» курсировал по маршруту Гамбург–Талькауано и в итоге был переоборудован в грузовое учебное судно. Во время одного из таких рейсов в 1929 году на борту находился известный впоследствии американский моряк и писатель Ирвинг Джонсон, который оставил свои дневниковые записи и документальную киносъёмку под названием «„Пекин“ сражается с мысом Горн» (англ. «The Peking Battles Cape Horn»), считающиеся сегодня классикой морской литературы в англоязычном мире.
Последнее плавание под флагом «F. Laiesz» состоялось в 1931—1932 годах в Вальпараисо, а затем из Тальталя (Чили) в Сантандер (Испания). Вскоре после этого парусная карьера барка закончилась навсегда.

### В Великобритании
В 1932 году в связи с мировым экономическим кризисом «F. Laiesz» продал парусник благотворительной английской организации помощи детям и молодёжи Shaftesbury Homes and Arethusa. Судно было переоборудовано для проживания в нём детей, переименовано в Arethusa II (в честь HMS Arethusa XIX века) и пришвартовано рядом с Arethusa I в Гринхите (графство Кент).
В 1933 году корабль был перемещён на новую постоянную стоянку у Апнора на реке Медуэй и торжественно открыт принцем Джорджем как морская школа-интернат.
В 1940 году барк был реквизирован Королевским флотом, переименован в HMS Pekin и поставлен на прикол в Чатемской верфи как блокшив. После Второй мировой войны его вернули предыдущему владельцу.

### В США
В 1974 году барк был продан на аукционе «Благотворительному фонду Дж. Арона» и 1975 году отбуксирован из Лондона в Нью-Йорк, отреставрирован и пришвартован у пирса музея морского порта на Южной улице. Здесь Ирвинг Джонсон, который все ещё чувствовал связь с кораблём, проводил занятия со школьниками, посвящённые парусному спорту и своему путешествию.
В 2001 году Гамбургский морской фонд начал изучать возможность возвращения «Пекина» в Германию. Однако соответствующие переговоры затянулись на много лет, в частности из-за того, что не удалось собрать достаточно спонсоров для оплаты покупной цены.
В октябре 2012 года музей морского порта пострадал от урагана и по финансовым причинам решил продать «Пекин» Гамбургу за символическую цену. Однако перевести его туда без капитального ремонта было невозможно. Если бы никто не покрыл расходы, то судно было бы сдано на слом.
Лишь в 2015 году Бундестагом было принято решение о создании Немецкого портового музея и выделены средства, в том числе и для «Пекина».

### Возвращение в Гамбург
В 2016 году началось возвращение и реставрация «Пекина»: он был отбуксирован на Статен-Айленд для подготовки к транспортировке через Атлантику на судне-доке Combi Dock III, которая началась 19 июля 2017 года. 30 июля Combi Dock III прибыл в Брунсбюттель, а 2 августа парусник был отправлен на верфь Peters в Вевельсфлете. Здесь корабль был отреставрирован, в 2020 году переведён в Гамбург, передан Фонду исторических музеев и поставлен на якорь рядом со временным зданием Немецкого портового музея. Планируется, что в будущем барк переместится к новому зданию музея, строящемуся в Хафен-Сити.
- Транспортировка через Атлантику (2017)
- Палуба после реставрации
- Трюм после реставрации
- Прибытие в Гамбург (2020)

## Комментарии
1. ↑  Стапельный номер 205.
2. ↑  Стапельный номер 206, ныне корабль-музей в Травемюнде (район Любека).